# Raven In The Grave
Albums de The Raveonettes
In and Out of Control
(2009) Observator
(2012)
Singles
1. Recharg and Revolt
Sortie : 7 mars 2011
2. Apparitions
Sortie : 31 mai 2011
3. Let Me on Out
Sortie : 15 novembre 2011

Raven In The Grave est le cinquième album du duo danois The Raveonettes. Cet album est sorti le 4 avril 2011. Il a connu des critiques pour la plupart positives. Cet opus est beaucoup plus sombre que les précédents.

## Liste des morceaux
| No | Titre                    | Durée |
| -- | ------------------------ | ----- |
| 1. | Recharg & Revolt         | 5:23  |
| 2. | War in Heaven            | 4:42  |
| 3. | Forget That You're Young | 3:57  |
| 4. | Apparitions              | 3:55  |
| 5. | Summer Moon              | 3:04  |
| 6. | Let Me on Out            | 2:36  |
| 7. | Ignite                   | 3:05  |
| 8. | Evil Seeds               | 4:17  |
| 9. | My Time's Up             | 4:53  |